# NGC 6186
NGC 6186 is een balkspiraalstelsel in het sterrenbeeld Hercules. Het hemelobject werd op 28 april 1788 ontdekt door de Duits-Britse astronoom William Herschel.

## Synoniemen
- UGC 10448
- MCG 4-39-15
- ZWG 138.38
- IRAS 16322+2138
- PGC 58523